# Union Park, Florida
Union Park är en ort (CDP) i Orange County, i delstaten Florida, USA. Enligt United States Census Bureau har orten en folkmängd på 9 765 invånare (2010) och en landarea på 7,4 km².